# Иоланда де Бар
 Иола́нда де Бар  (кат. Violant de Bar; ок. 1365, Северная Франция — 3 июля 1431, Барселона) — королева Арагонского королевства, супруга Хуана I Арагонского.

## Биография

### Ранние годы
Иоланда была дочерью герцога Бара Роберта I и его жены Марии де Валуа (1344—1404). Её дедушкой по отцовской линии был Генрих IV де Бар, а по материнской — Иоанн II Французский.
Иоланда была восьмой из одиннадцати детей герцога. Она вышла замуж в 1380 году в 15-летнем возрасте за инфанта Хуана, герцога Жиронского, наследник престола Арагона, став таким образом герцогиней Жиронской и графиней Сервера.

### Королева Арагона
В 1387 году муж Иоланды стал королём Хуаном I Арагонским. Он часто болел, и Иоланда держала в своих руках власть над страной. Она превратила Арагонский двор в центр французской культуры, особенное внимание уделяя талантливым провансальским трубадурам.
Ещё до восшествия на престол Хуан и его брат, будущий король Мартин I Арагонский, отказывались признать четвёртый брак своего отца Педро IV с Сибилой де Фортиа, поскольку он мог создать династические проблемы, поставив под угрозу права братьев на престол.
Сибила имела сыновей от связи с Педро IV, но они умерли в младенчестве. Единственная выжившая дочь, Изабелла Арагонская (1380—1424) по указанию Хуана I вышла замуж за Хайме II Урхельского. Сибила была помещена под домашний арест в Барселоне, где она и оставалась всю оставшуюся жизнь. К ней относились с уважением, но держали под пристальным наблюдением.

### Потомство
Иоланда де Бар родила Хуану I шестерых детей, но лишь одна дочь, Иоланда, дожила до совершеннолетия.
- инфант Жак (1382—1388), герцог Жиронский и граф Сервера
- инфанта Иоланда Арагонская (1384—1442), выданная замуж в 1400 году за Людовика II Анжуйского и сыгравшая важную роль в истории Франции в период Столетней войны.
- инфант Фердинанд (1389—1389), герцог Жиронский и граф Сервера
- инфанта Хуана Арагонская (1392—1396)
- инфанта Антония Арагонская (1392—1392)
- инфант Педро (1394—1394), герцог Жиронский и граф Сервера.

### Вдовствующая королева
После смерти Хуана I в 1396 году Иоланда посвятила себя воспитанию их единственной выжившей Иоланды.
Падчерица Иоланды Хуана, дочь Хуана I от его первого брака с Мате де Арманьяк, попыталась заявить свои права на престол Арагона. Но арагонские кортесы выбрали королём брата Хуана I — сицилийского короля Мартина II, ставшего королём под именем Мартин I. Муж Хуаны Матье де Фуа, пользуясь тем, что Мартин I был занят подавлением восстания в Сицилии, попытался завоевать себе трон Арагона, призвав на помощь герцога Беррийского, но успеха не добился и был разбит.
Иоланда де Бар умерла в Барселоне 13 августа 1431 года в возрасте шестидесяти шести лет.